# 陽休之
陽 休之（よう きゅうし、509年 - 582年）は、中国の南北朝時代の官僚・文人。字は子烈。本貫は右北平郡無終県。

## 経歴
北魏の洛陽県令の陽固（陽尼の従孫）の子として生まれた。幽州刺史の常景や王延年に召されて幽州主簿をつとめた。孝昌年間、杜洛周が薊城を落とすと、休之は一族や郷党数千家を率いて南の章武に逃れ、さらに青州に入った。葛栄の乱のために河北の流民が青州に流れ込み、情勢不穏となっていたため、休之は族叔の陽伯彦らに別れを告げて洛陽に入った。邢杲の乱が起こると、陽伯彦らは殺害されたが、休之兄弟は難を免れた。
528年（建義元年）、孝荘帝が即位すると、休之は員外散騎侍郎に任じられた。まもなく本官のまま御史を兼ね、給事中・太尉記室参軍に転じ、軽車将軍の号を加えられた。李神儁が起居注を監修すると、休之は裴伯茂・盧元明・邢子明らとともに編纂に参加した。530年（永安3年）、洛州刺史の李海啓の下で冠軍長史に任じられた。普泰年間、通直散騎侍郎を兼ね、鎮遠将軍の号を加えられた。まもなく太保の長孫稚の下で属官となった。勅命を受けて魏収や李同軌らとともに修国史をつとめた。532年（太昌元年）、尚書祠部郎中に任じられた。ほどなく征虜将軍・中散大夫に進んだ。
賀抜勝が荊州刺史として出向すると、休之はその下で驃騎長史に任じられた。賀抜勝が南道大行台となると、休之は請われて右丞となった。賀抜勝が樊城や沔陽を経略すると、休之はまた請われて南道軍司となった。534年（永熙3年）、孝武帝が関中に入ると、休之は賀抜勝の命を受けて長安に赴き、表を奉じた。ときに高歓も休之を太常少卿に任じていた。賀抜勝が侯景に敗れて南朝梁に逃れると、休之もこれに従って建康に入った。高歓が孝静帝を擁立したと聞くと、休之は賀抜勝を通して武帝に帰国を請願した。535年（天平2年）、鄴に入り、そのまま高歓の命により晋陽に赴いた。この年の冬、高澄の下で開府主簿となった。536年（天平3年）春、高澄が大行台となると、また召されて行台郎中となった。
538年（元象元年）、荊州での軍功により、新泰県開国伯に封じられ、平東将軍・太中大夫・尚書左民郎中に任じられた。540年（興和2年）、通直散騎常侍を兼ね、崔長謙による南朝梁への使節の副使をつとめた。544年（武定2年）、中書侍郎に任じられた。547年（武定5年）、尚食典御を兼ねた。549年（武定7年）、太子中庶子に任じられた。給事黄門侍郎に転じ、中軍将軍・幽州大中正に進んだ。550年（武定8年）、侍中を兼ね、高洋（後の北斉の文宣帝）を相国・斉王とする璽書をもって并州を訪れた。このころ高洋は孝静帝から帝位の禅譲を受ける計画をひそかに進めていたが、休之が并州から鄴に帰ると、このことを言い触らしたため、鄴の人々にとって秘密は公知のものとなった。
同年（天保元年）、北斉が建国されると、休之は散騎常侍の位を受け、起居注の修撰にあたった。ほどなく詔書に誤脱があった罪を問われて、驍騎将軍に降格された。まもなく禅譲の際の礼儀を定めた功績により、始平県開国男の別封を受け、本官のまま領軍司馬を兼ねた。後に都水使者に任じられ、司徒掾や中書侍郎を経て、中山郡太守に任じられた。
559年（天保10年）、文宣帝が死去すると、休之は晋陽に召し出されて、喪礼を取り仕切った。560年（乾明元年）、侍中を兼ね、京邑を巡察した。大鴻臚卿に任じられ、中書侍郎を兼ねた。同年（皇建元年）、本官のまま度支尚書を兼ね、驃騎大将軍の号を加えられ、幽州大中正を領した。太寧年間、都官尚書に任じられ、次いで七兵尚書、祠部尚書に転じた。564年（河清3年）、西兗州刺史として出向した。天統初年、鄴に召還されて光禄卿となり、監国史をつとめた。まもなく吏部尚書に任じられ、儀同三司の位を受け、開府を加えられた。後に金紫光禄大夫の位を加えられた。570年（武平元年）、中書監に任じられた。まもなく本官のまま尚書右僕射を兼ねた。571年（武平2年）、左光禄大夫の位を加えられ、中書監を兼ねた。572年（武平3年）、特進を加えられた。574年（武平5年）、正式に中書監となった。老齢を理由に致仕を願い出たが、後主は許さなかった。575年（武平6年）、正式に尚書右僕射に任じられた。ほどなくまた中書監を兼ねた。576年（隆化元年）12月、鄴に帰り、燕郡王に封じられた。
577年（建徳6年）、北周が北斉を滅ぼすと、休之は北周の武帝に従って長安に入った。開府儀同の位を受け、納言中大夫・太子少保に任じられた。580年（大象2年）、上開府に進み、和州刺史となった。582年（開皇2年）、任を辞して、洛陽で死去した。享年は74。著作は『文集』30巻にまとめられた。また編著の『幽州人物志』が当時に通行した。
子の陽辟彊は、字を君大といい、武平末年に尚書水部郎中となった。

## 人物・逸話
- 休之は若くして学問に励み、文章を愛好して、名を知られた[1][2][3]。
- 537年（天平4年）、高歓が汾陽の天池に赴くと、池のそばで一個の石を拾ったが、石の上に「六王三川」の字が盛り上がっているように見えた。高歓は「この文字はどんな意味だろうか」と帳中で休之に訊ねた。休之は「六は大王の字（賀六渾）であり、王は王が天下を所有することを示しています。これはつまり大王の受命の徴となる符瑞であります。天池においてこの石を得たからには、天意が王に命じたというべきであり、吉徴であるのは言うまでもないことです」と答えた。高歓はまた「三川とはどんな意味か」と訊ねた。休之は「黄河・洛水・伊水を三川とし、また涇水・渭水・洛水を三川とするともいいます。黄河・洛水・伊水は洛陽です。涇水・渭水・洛水は今の雍州です。大王がもし天命をお受けになれば、関右をも領有することがかないましょう」と答えた。高歓は「世間の人は私が常道に背いていると非難しているところ、今このことを聞けばますます興奮するだろう。妄言は慎まなければならない」と言った[22][23][24]。
- 北斉の孝昭帝はたびたび休之のもとを訪れて、政治手法について諮問した。休之は賞罰を明らかにし、役所の新設を抑え、浪費を禁止し、民衆の負担を軽減することを政治の優先事項とするよう回答した[25][10][15]。
- 休之は中山郡太守や西兗州刺史の任にあったとき、善政を布いたので、官吏や民衆に親しまれた。休之が離任すると、人々は頌徳碑を立てた[25][14]。
- 休之は祖珽に説いて『御覧』の編纂事業をはじめ、書が完成すると、特進の位を加えられた。しかし祖珽が左遷されると、休之は祖珽と以前から仲が悪かったように朝廷で言い触らした[26][27][28]。
- 鄧長顒と顔之推が文林館を新設するよう奏上した。顔之推はこの文林館を高齢の貴人の居場所にしたくはなかったが、休之は双方の顔を立てて、若い奉朝請や参軍といった者たちとともに老人たちを文林館の待詔として入れさせた[26][27][28]。
- 魏収が修国史の任につくと、高歓の本紀を立てて、爾朱氏を平定した年を北斉の建国とみなす叙述をおこなおうとした。これに対して休之は天保初年を建国年として叙述するよう主張した。魏収の存命のあいだは、両者の議論は決着しなかった。魏収の死後、休之の意見は聞き入れられた[26][27][28]。
- 武平末年に休之が中書監を兼ねると、「わたしはすでに3たび中書監となっているのに、またこれに任用されるとはどういうことだ」と漏らした[26][27][28]。

## 伝記資料
- 『北斉書』巻42 列伝第34
- 『北史』巻47 列伝第35